# Jean-Baptiste Kléber

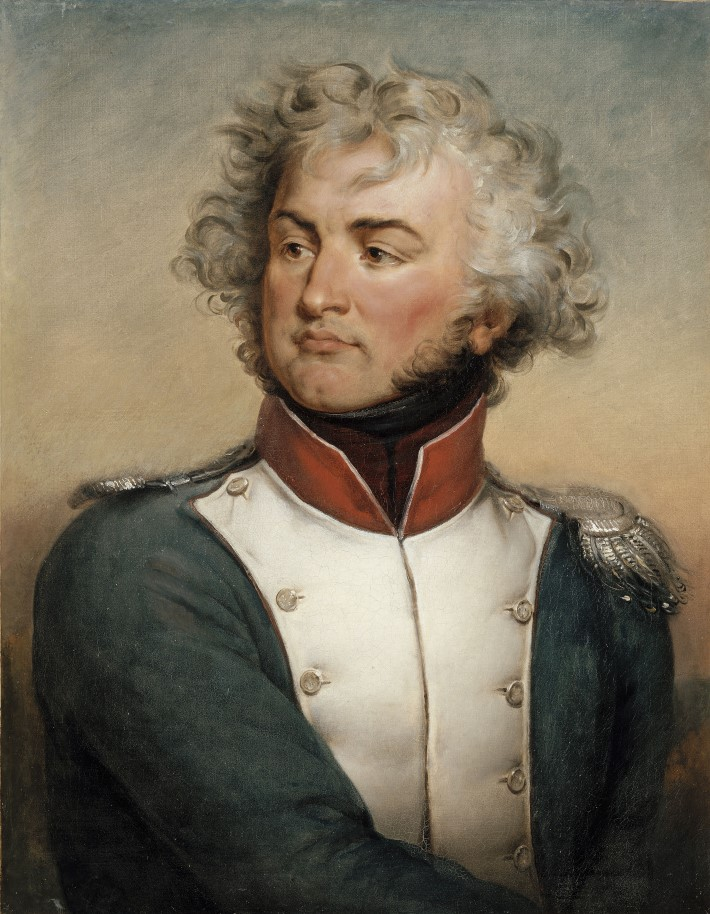
Porträt Klébers als Nationalgardist, vermutlich als Sous-lieutenant um 1790, gemalt von Jean-Baptiste Paulin Guérin (1783–1855). Klébers Unterschrift:

Jean-Baptiste Kléber (* 9. März 1753 in Straßburg; † 14. Juni 1800 in Kairo) war ein General der französischen Revolutionsarmeen. Er diente bei der Niederschlagung des Aufstands der Vendée, im ersten Koalitionskrieg gegen Österreich und Preußen und der Expedition Bonapartes nach Ägypten und Syrien.

## Leben
Kléber wurde von Zeitgenossen als auffallend gut aussehender Mann beschrieben: « […] d’une haute stature, d’une figure martiale, d’une bravoure brillante, donnait l’idée du dieu de la guerre […] » („von hoher Statur, markantem Gesicht, hervorragender Tapferkeit sah er aus wie der Kriegsgott selbst“). Sein markanter elsässischer Akzent mit oft verwendeten „Germanismen“ („des phrases souvent imprégnées de germanismes“) „gaben seiner Sprache einen besonders energischen Ausdruck“. (Marschall Marmont 1774–1852). Sein Charakter wird unterschiedlich beurteilt: Sprunghaft und rebellisch gegenüber Autoritäten in jungen Jahren, oftmals hochmütig und eitel, das „gute Leben liebend“ – bei aller militärischen Genialität – von seinen Truppen für seine republikanische Überzeugung und Unerschrockenheit bewundert. „Simple et modeste, il méprisa les richesses et les dignités et eut l’honneur de mourir pauvre après avoir manié des trésors.“ („Einfach und bescheiden, schätzte er Reichtümer und Würden gering und hatte die Ehre, arm zu sterben, nachdem er ganze Schätze besessen hatte.“)
Selten erwähnt wird sein mehrjähriger Dienst in einem österreichischen Regiment ab 1776, mit dem er im Bayerischen Erbfolgekrieg in den habsburgischen Niederlanden an der Nordgrenze Frankreichs stationiert war.
Kléber fiel 1800 in Kairo einem Attentat zum Opfer. Seine sterblichen Überreste ruhen seit 1838 in einer Gruft unter seinem Denkmal auf dem Place Kléber in Straßburg. Folgt man seinen Biographien, hinterließ er keine Ehefrau oder direkte Nachkommen.
Auffallend an seiner Militärkarriere ist die häufig wechselnde Verwendung in fast allen Revolutionsarmeen von 1792 bis 1800. Er hatte nur wenige Male ein Oberkommando über eine ganze Armee, einige lehnte er sogar ab. Er sah vermutlich seine Stärke in der militärischen Aktion und nicht in der Administration oder der Ausführung von Regierungsanweisungen und der Abstimmung mit den Kriegskommissaren und Volksrepräsentanten. Der britische Militärhistoriker Chandler beschreibt Kléber als einen brillanten, aber erstaunlicherweise oft an sich selbst zweifelnden (surprisingly self-doubting) Kommandeur der Revolution.

### Jugend und Arbeit als Architekt

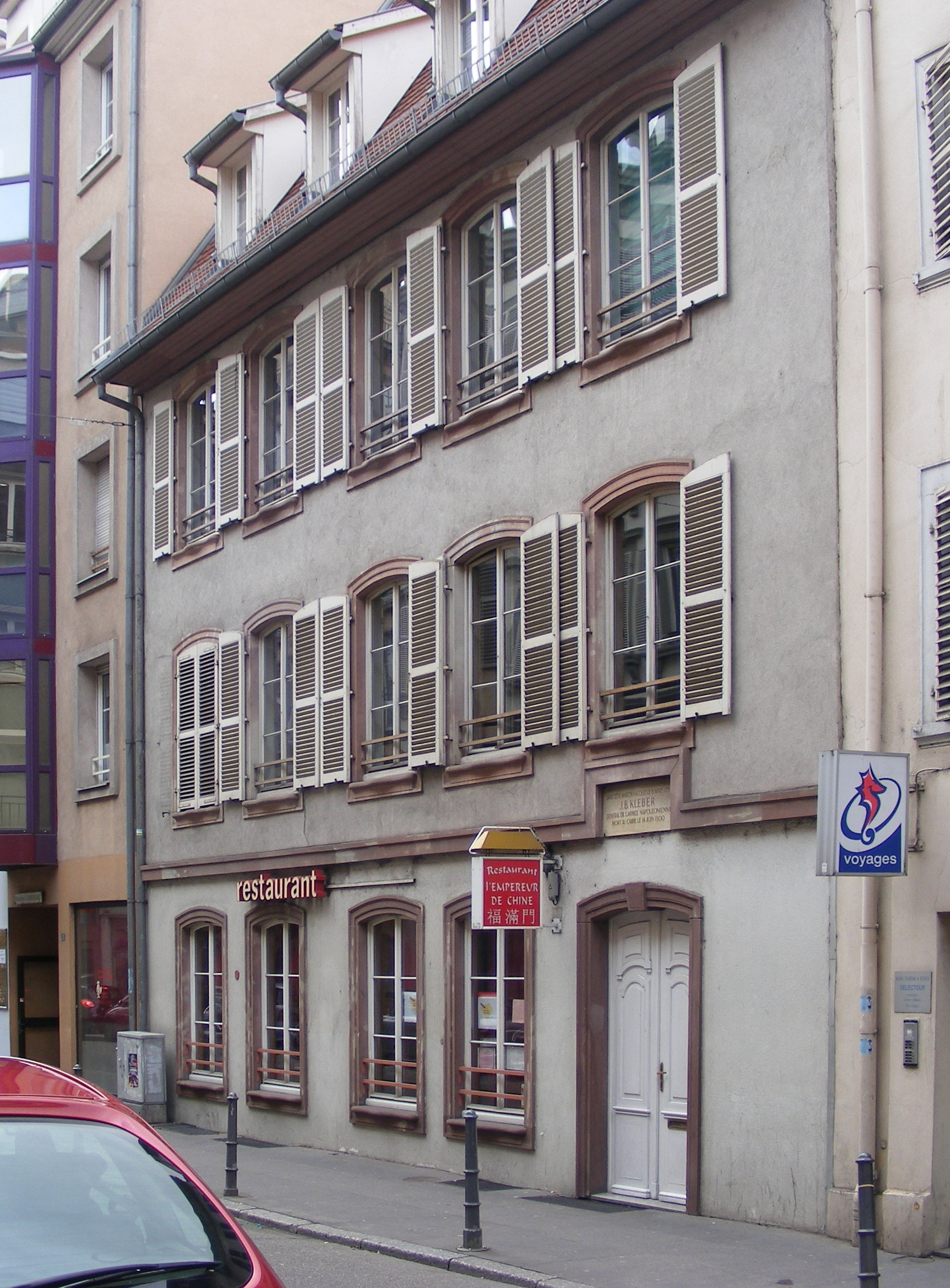
Klébers Geburtshaus in Straßburg

Jean-Baptiste Kléber wurde in Straßburg als Sohn des Steinmetzen Jean-Nicolas Kléber und dessen Frau Reine Bogart geboren. Einer Quelle zufolge stand sein Vater im Dienst des Kardinals Rohan, des Erzbischofs von Straßburg. Als Jean-Baptiste drei Jahre alt war, starb sein Vater. Seine Mutter heiratete darauf den wohlhabenden Straßburger Bauunternehmer Jean-Martin Burger, zu dem Kléber kein gutes Verhältnis gehabt haben soll. Man gab ihn zur Erziehung zu einem Pfarrer. Mit 16 Jahren verpflichtete er sich zum Dienst in einem Husarenregiment, wurde aber von seiner Mutter zurückgeholt, um eine Ausbildung an der Straßburger École de dessin pour les arts et métiers zu machen. Möglicherweise fand Kléber durch die Arbeiten seines Stiefvaters Gefallen an der Architektur und begann 1772 in Paris eine Ausbildung unter der Leitung des berühmten Architekten Jean-François Chalgrin. 1774 kehrte er auf Wunsch seiner Eltern – angeblich auch wegen eines zu lockeren Lebenswandels in Paris – nach Straßburg und zur Arbeit im Betrieb des Stiefvaters zurück.
Eine nächste Gelegenheit zur Veränderung gab es 1777, als er bei einem „Wirtshausstreit“ zwischen einheimischen Elsässern und zwei Bayern Partei für letztere ergriff und diese ihm zum Dank ein Stipendium als Kadett an der bayrischen Militärakademie in München verschafften. Nach acht Monaten trat er auf Empfehlung seiner Ausbilder in das österreichische Regiment Kaunitz ein. Zuletzt als Lieutenant diente er von 1779 bis 1783 in den habsburgischen Niederlanden in den Garnisonen von Luxemburg, Mechelen und Mons. Er soll seinen Dienst bei den Österreichern quittiert haben, weil er als Bürgerlicher keine Aufstiegschancen in dieser royalen Armee sah. An anderer Stelle werden ihm Spielschulden und die Gesellschaft zweifelhafter Freunde nachgesagt.
Zurück im Elsass arbeitete er als Architekt und Inspektor für die öffentlichen Bauten des Oberelsass. Sechs Jahre lebte er in Belfort und zeichnete als Architekt der Stadt unter anderem für ein Hospital und Rathaus in Thann (Département Haut-Rhin), das Domherrenhaus (le chapitre) des Klosters von Lure (Département Haute-Saône) und das Schloss Grandvillars verantwortlich.

### Französische Revolution, Vendée-Aufstand und Erster Koalitionskrieg
Klébers habsburgische Militärausbildung halfen ihm sicher, Grenadier in der Nationalgarde von Belfort zu werden. Nachdem 1792 der Krieg ausbrach, trat er in ein Freiwilligenbataillon des Départements Haut-Rhin ein und stieg dort in kurzer Zeit – er war mit 39 Jahren ein Senior unter den zumeist jugendlichen Revolutionären – zum „adjutant-major“ auf. 1793 gehörte Kléber in der Armée de Mayence unter Général de brigade d’Oyré und dem Représentant en mission Merlin de Thionville zu den Verteidigern der Festung Mainz. Bei Ausfällen wird ihm die Eroberung eines preußischen, umfangreichen Verpflegungstransports und eine „Fastgefangennahme“ des Königs Friedrich Wilhelm II. zugeschrieben. Mit seinen Erfahrungen als Architekt konnte er den Zustand der veralteten Festungsanlagen verbessern, was aber die Kapitulation nicht verhindern konnte.
Die Besatzung von Mainz war drei Monate später ausgehungert, ohne Munition und musste am 22. Juli 1793 aufgeben. Général de brigade Kléber führte seine Truppen – entsprechend den Kapitulationsvereinbarungen „mit ihren Waffen und Ehrenzeichen und Verpflichtung binnen eines Jahres gegen die Truppen der Koalition nicht zu dienen“ nach Frankreich zurück. Dort wurden sie als die „Feiglinge von Mainz“ (les lâches de Mayence) verhöhnt und die Offiziere hatten sich vor dem Nationalkonvent zu verantworten.
Mit der Verteidigung durch den Représentant en mission Merlin de Thionville wurde die „provisorische Armee von Mainz“ rehabilitiert und bekämpfte den royalistisch-katholischen Aufstand der Vendée im Westen Frankreichs auch gegen die Katholische und königliche Armee der Vendée. Sie war in Herbst und Winter 1793 an den Schlachten bei Cholet, der Schlacht bei Le Mans und Schlacht bei Savenay beteiligt, die die Royalisten nachhaltig schwächten und den Aufstand vorübergehend niederschlugen. Klébers Einsatz wurden diese Erfolge zugeschrieben. In dieser Zeit entwickelte sich eine enge Freundschaft zu dem jüngeren Général de division Marceau, der auf Klébers Vorschlag hin das Oberkommando über die Armeen des Westens erhalten hatte. Ein Plan Klébers zur Vierteilung des Aufstandsgebietes und der Besetzung ausschließlich mit disziplinierten Linientruppen wurde nicht angenommen. Das Oberkommando über die Armée de l’Ouest (vereinigte Armeen von La Rochelle, Brest und von Mainz) wurde an General Turreau zurückgegeben, von dessen terroristischer Kriegsführung gegen die Aufständischen und die Zivilbevölkerung Kléber und Marceau sich distanziert haben sollen.
Im April 1794 beorderte der Nationalkonvent Kléber zum Krieg in die Österreichischen Niederlande zur Armée du Nord unter General Pichegru, die im Juli mit der Armée du Rhin zur Armée de Sambre-et-Meuse unter General Jourdan formiert wurde. Kléber war bei der Belagerung und Eroberung der Festung Charleroi, bei Nivelles und Fleurus am 16. und 26. Juni 1794 eingesetzt. Er befehligte den linken Flügel mit drei Divisionen und der Reserve. Kléber hatte durch den taktisch klugen Einsatz seiner Artillerie und der Reservedivision einen wichtigen Anteil am Sieg des zweiten Tages über die Truppen des Prinzen Friedrich Josias von Sachsen-Coburg-Saalfeld.

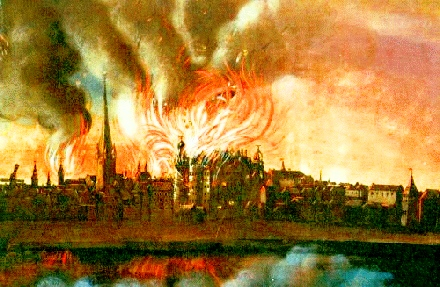
Brand des Residenzschlosses der Stadt Düsseldorf am 6. Oktober 1794

Bis zum Herbstende gewannen Klébers Divisionen die Flussübergänge der Maas und der Rur, die Städte und Festungen Aldenhoven, Aachen, Jülich und viele andere gegen die flüchtenden kaiserlichen Verbände. Anfang Oktober erreichte er den Rhein gegenüber von Düsseldorf, der damaligen Hauptstadt des kurpfälzischen Herzogtums Berg. Er ließ sie von seiner Artillerie eine Nacht lang bombardieren und in Brand schießen. Am 4. November 1794 war er zurück an der Maas, um die Blockade der Festung Maastricht zu beenden. Der Kommandant, Prinz Friedrich von Hessen-Kassel, kapitulierte mit 8.000 Mann Besatzung. Kléber soll 300 Kanonen, 20.000 Gewehre, immens viele Vorräte und 16 Regimentsfahnen erbeutet haben.
Im Dezember desselben Jahres ordnete der Konvent die Rückeroberung der Festung Mainz an und gab hierfür Kléber ein Kommando über mehrere Divisionen der Armée du Rhin des Generals Michaud. Die desolate Versorgungslage, fehlende Artilleriemunition und winterliche Witterungsbedingungen machten eine Eroberung unmöglich. Der erkrankte Kléber erholte sich im heimatlichen Straßburg.
Im März 1795 kehrte er zur Sambre-Maas-Armee zurück, übernahm die Divisionen des Zentrums mit den Kommandanten Bernadotte, Championnet, Grenier und Tilly. Im September ging Kléber bei Uerdingen über den Rhein und stieß über die Lahn bis an den Untermain vor. Ziel war die Blockade der Festung Ehrenbreitstein von Koblenz und von Mainz auf der rechten Rheinseite. Das Unternehmen misslang wegen des Widerstands der österreichischen Truppen unter Generalfeldzeugmeister Clerfait am unteren Main (Preußen hatte inzwischen seine Truppen aus der Koalition entfernt). Ein Korps unter General Championnet wurde bei Kostheim vor Mainz geschlagen und Kléber wurde der Rückzug auf die linke Rheinseite befohlen.
Ende Oktober sprengte die österreichische Besatzung von Mainz den von den Franzosen in einjähriger Arbeit verschanzten Belagerungsriegel und drängte den rechten Flügel der Sambre-Maas-Armee in den Hunsrück und in die obere Naheregion zurück. Sein Freund und Divisionsgeneral Marceau vereinbarte Ende November, wegen der für beide Seiten zu erwartenden verlustreichen Winterkämpfe, auf eigene Faust einen fünfmonatigen Waffenstillstand mit General Kray. Kléber soll in diesen Wintermonaten sein Stabsquartier in Koblenz gehabt haben, von wo aus er Arbeiten an den Verteidigungsanlagen von Düsseldorf, Trier und Koblenz leitete. Im Januar 1796 übernahm er das Oberkommando der Sambre-Maas-Armee, stellvertretend für Jourdan, der Ende Februar mit neuen Befehlen aus Paris zurückkam: Zur endgültigen Sicherung der Rheingrenze sollten die Österreicher aus den rechtsrheinischen Reichsgebieten und Süddeutschland bis in ihre eigenen Lande zurückgedrängt werden. Wegen der schlechten Versorgungsmöglichkeiten der Truppen auf der linken Rheinseite war der Befehl zur Invasion dazu auch zwingend zur Unterhaltung der Armeen geworden. Bei Ende des Waffenstillstands überschritten, dem Plan des Direktionsmitgliedes Carnot folgend, große Teile der Sambre-Maas-Armee unter Jourdan bei Neuwied und die Rhein-Mosel-Armee unter Moreau bei Kehl den Rhein. Zusammen mit der von Süden anrückenden Armée d’Italie General Bonapartes, der bereits in Oberitalien und in der Alpenregion die Österreicher geschlagen hatte, sollte Kaiser Franz II. zu Friedensverhandlungen gezwungen werden.

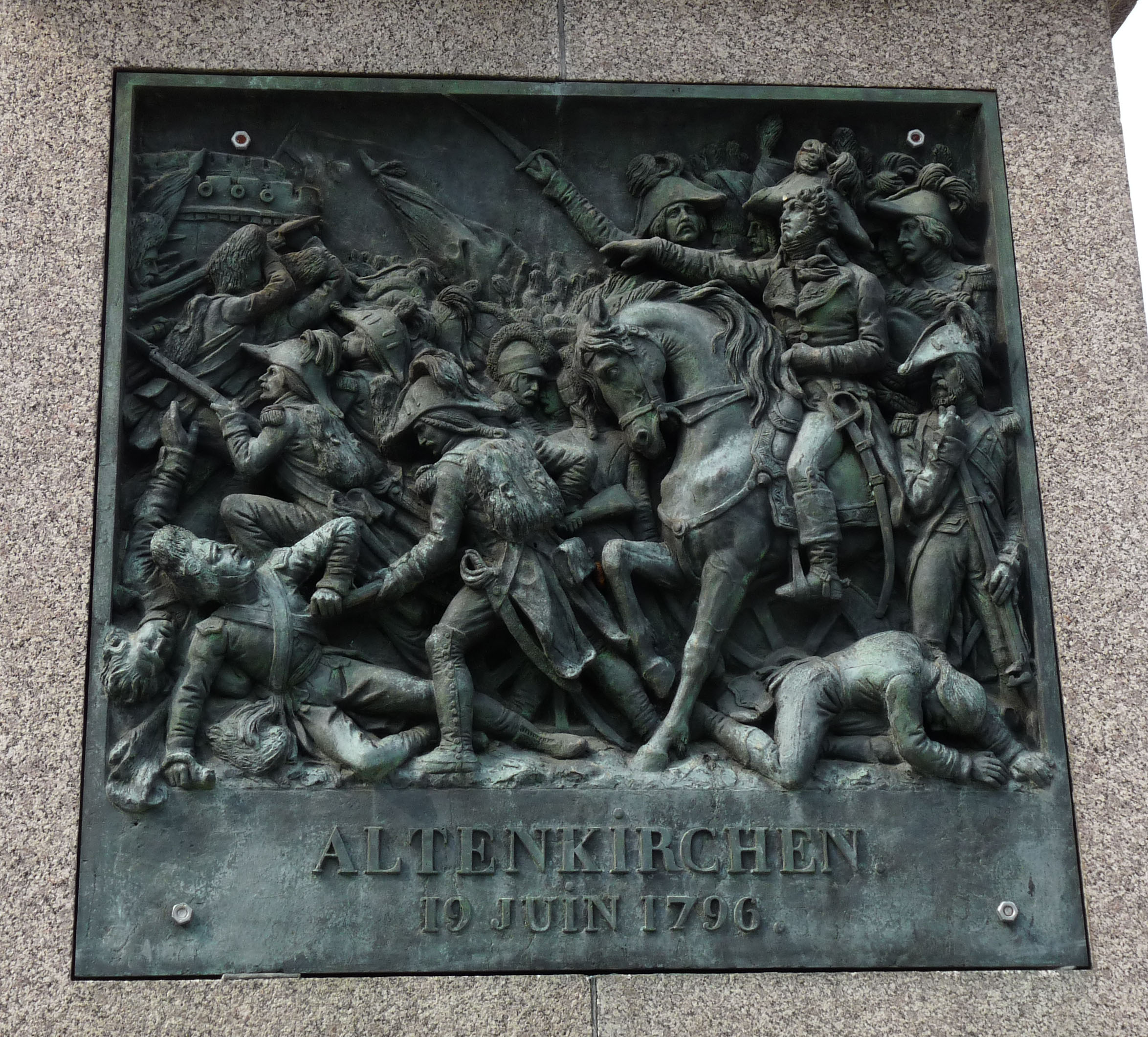
Reliefdarstellung des Sieges bei Altenkirchen am Kléberdenkmal in Straßburg (Place Kléber)

Kléber kommandierte zwei Divisionen des linken Flügels. Kriegsschauplatz war der vordere Westerwald zwischen den Flüssen Sieg und Lahn. Mit den Ortsnamen Uckerath und Altenkirchen (4. Juni 1796) verbanden sich für ihn militärische Erfolge über die kaiserlichen Reichstruppen. Sein Bericht an den Représentant en mission beschrieb z. B. für Altenkirchen die österreichischen Verluste mit dreitausend Gefangenen, vier Regimentsfahnen, zwölf Kanonen und vielen Vorräten und Munition innerhalb einer nur zwei Stunden dauernden Schlacht. Die Franzosen beklagten nur 20 Tote und 100 Verwundete. Bereits wenige Tage später wurde bei Wetzlar der Vormarsch in einen Rückzug gewendet, und Kléber musste sich – wieder bei Uckerath (19. Juni 1796) – nach einer empfindlichen Niederlage gegen General Kray nach Düsseldorf zurückziehen.
Doch der erfolgreiche Feldzug der Rhein-Mosel-Armee unter Moreau durch Württemberg und Bayern, ließ Jourdan mit der Sambre-Maas-Armee wieder über den Rhein gehen und in südöstlicher Richtung bis nach Oberfranken eindringen. Klébers Truppen hatten Anfang Juli die Lahn überschritten. Am 10. Juli 1796 fügte er der von Österreich geführten Niederrheinarmee in der Schlacht bei Friedberg in der Wetterau eine verlustreiche Niederlage bei. Auf Grund des mit Jourdan nicht koordinierten Angriffs auf die Truppen des Feldzeugmeisters Wartensleben konnte dieser seinen Rückzug zum Main fortsetzen. Am 16. Juli 1796 ließ Kléber Frankfurt am Main besetzen, am 25. Juli Würzburg und am 4. August Bamberg. Für drei Wochen in dieser Zeit hatte er für den erkrankten Jourdan das Oberkommando über die Armee und konnte, sekundiert von später so berühmten Korps-Kommandanten wie Bernadotte, Championnet, Grenier, Mortier, Ney und Richepanse fast die Donau erreichen, um mit Moreau und der Rhein-Armee auf Wien zu marschieren.
Am 9. August übernahm Jourdan wieder den Oberbefehl, aber leitete mit strategischen Fehlern und einer verhängnisvoll mangelhaften Abstimmung mit Moreau eine Reihe von Niederlagen und einen, für einige Truppenteile chaotischen Rückzug zur linken Rheinseite ein. Kléber soll von Jourdans Feldzugführung bitter enttäuscht gewesen sein und reichte beim Direktorium sein Rücktrittsgesuch ein. Differenzen mit der Regierung in Paris, Gesundheitsprobleme und der Verlust seines Freundes Marceau (auf dem Rückzug tödlich verwundet am 19. September 1796) sind auch als Gründe für ein Ausscheiden aus dem aktiven Militärdienst vorstellbar. Eine ausgebliebene offizielle Ehrung und Belohnung für seinen Anteil an der Eroberung des Rheinlands hatte ihn sicher gekränkt. Dem Kriegsminister schilderte er im November seine wirtschaftlich schwierige Zukunft als Architekt im Elsass […] j’établirai avec très peu de biens, j’y vivrai de mes talents et de mon industrie („ich werde mich dort mit wenigen Mitteln einrichten und von meinen Talenten und meinem Fleiß leben“). Die Regierung bewilligte ihm später eine Abfindung, wie sie für einen ausgemusterten General üblich war (traitement d’offizier général réformé).
Seine Offiziere und auch General Beurnonville versuchten ihn bei der Armee zu halten, das Kriegskommissariat machte Versprechungen, die aber nicht eingehalten wurden. Für einige Wochen überwachte er noch erfolgreich die Verteidigung der Rheingrenze mit Truppen des rechten Armeeflügels, der durch Niederlage, Desertationen und Mangelversorgung demoralisierten Sambre-Maas-Armee. Am 5. Oktober 1796 musste er in einer Proklamation an seine Soldaten und die Bevölkerung feststellen, dass sich französische Armeeangehörige vor allem im Hunsrück zu Banden zusammenrotteten, die mit Requisitionen die Bevölkerung ausplünderten. Er ermächtigte die Bevölkerung, jeden der in einer Nationaluniform unerlaubt requiriere, gefangen zu nehmen und dem nächsten General zu übergeben. Ende Oktober 1796 bahnte sich Klébers Abtritt an. Der englische Observer berichtete, der General habe sich geweigert, die Nord-Armee anzuführen, und diese würde „vermutlich“ General Hoche übernehmen.
Als der 10 Jahre jüngere Hoche Oberkommandierender wurde, verließ Kléber Ende Januar 1797 den Armeedienst, lebte zurückgezogen und ohne bekannt gewordene politische Aktivitäten in Paris-Chaillot und verfasste eine Beschreibung seiner Feldzüge. Ein Abgeordnetenmandat für das Elsass nahm er unter der Bedingung an, es nur für kurze Zeit auszuüben; ein Soldat sollte sich aus der Politik heraushalten, war seine Maxime. So enthielt er sich auch einer Parteinahme am antiroyalistischen Staatsstreich des 4. Septembers 1797 (18. Fructidor V des Französischen Revolutionskalenders). Dass er dafür vom Triumvirat des Direktoriums, besonders von Barras nicht mehr beachtet wurde, soll ihn gekränkt haben.

### Mit Napoléon in Ägypten und Syrien

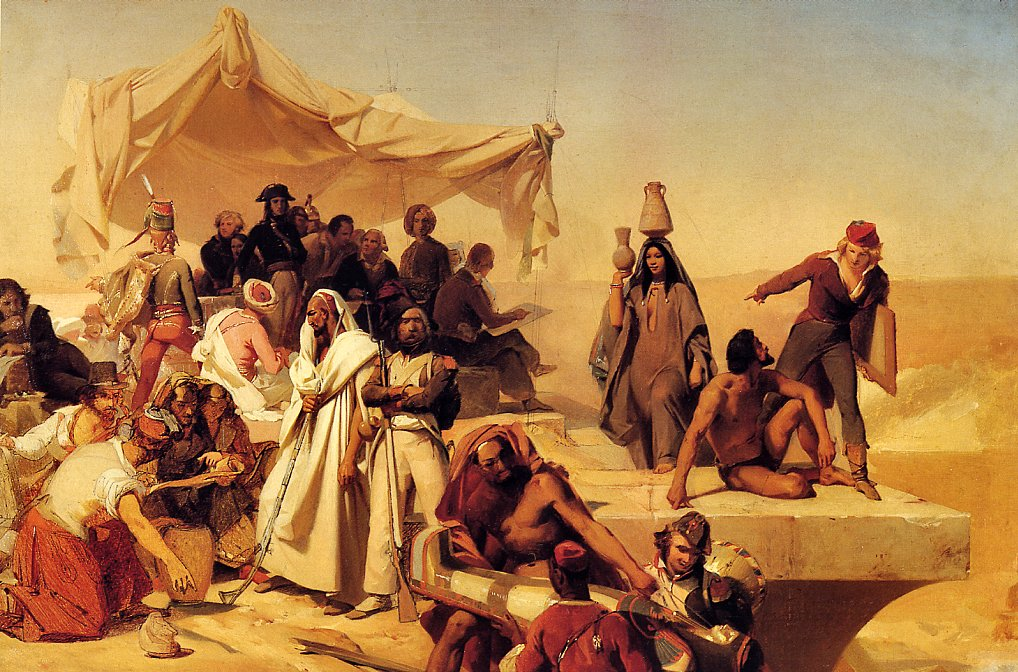
Kléber im Hintergrund links neben Bonaparte, gemalt von Léon Cogniet (1794–1880) vermtl. nach einem Porträt von J.-B. Paulin Guérien, siehe oben

Nach über einem Jahr ohne Militärdienstverwendung erhielt Kléber am 12. April 1798 die Nachricht, als Général de division an der Ägyptischen Expedition Bonapartes teilzunehmen. Gegen die Bedenken des Direktoriums (… un général frondeur et difficile à reduire) („ein aufsässiger und schwierig zurückzuhaltender General“) wurde er auf Wunsch Bonapartes, zusammen mit anderen, aus der Italienarmee so bekannten Kommandeuren wie Desaix, Lannes, Murat, Dumas an einem von vielen Zeitgenossen kritisch angesehenen Unternehmen beteiligt, das er schon bald als „oberflächlich vorbereitet“(légèrement calculée), beurteilte und das für ihn selbst tragisch enden sollte. Dennoch bereitete er sich „mit Eifer“ (avec empressement) auf die Aufgabe vor, die ihm die Chance einer Rückkehr in den aktiven Dienst bot.
Nach der Landung Anfang Juli und der Eroberung von Alexandria, wo er durch einen Streifschuss am Kopf verwundet worden war, wurde er vorerst nicht an der folgenden Eroberung von Kairo und Oberägypten beteiligt. Bonaparte hatte seine Division des Zentrums einem anderen General unterstellt und ihm dafür die Kommandantur von Stadt Alexandria und der Provinz Baheirieh (Bezeichnung in franz. Karten dieser Zeit) übertragen.
Verwaltungsaufgaben waren bekanntermaßen nicht Klébers Stärke. Nach mehrfachem Briefwechsel mit gegenseitig erhobenen Vorwürfen zu Finanzen, Versorgung der Truppen und Aufbau einer Zivilverwaltung, fühlte er sich von seinem wesentlich jüngeren Général en chef respektlos behandelt und wollte von seinem Posten abgelöst werden. Bonaparte akzeptierte Klébers Wunsch nicht und stimmte ihn, mit Komplimenten und der Einladung ins Hauptquartier nach Kairo zu kommen, wieder um.
Bonaparte aber vergaß nicht den Widerspruchsgeist und die Empfindlichkeiten seines ältesten Generals:

„Kléber liebte zu sehr die Annehmlichkeiten des Lebens und hat sich ehrlos verhalten, als er Ägypten verlassen wollte. Man sagte mir, ich hätte ihn gefürchtet.“

„Mein Gott! Ich hätte ihn zum Herzog gemacht, ihm viel Geld gegeben und er hätte mir die Hand dafür geküsst.“

Ende Februar 1799 begann der Feldzug gegen die anrückenden Türken in Palästina und Syrien. Kléber war mit seiner 3.000 Mann starken Division die Avantgarde einer Armee von fast 13.000 Mann. Bei der fünf Monate dauernden, im militärischen Ergebnis völlig nutzlosen, verlustreichen Expedition, rehabilitierte er sich vermutlich bei Bonaparte. In den Kämpfen von El-Arisch, Jaffa, Gaza (wo er erneut verwundet wurde), Nazareth, Akkon und besonders in der Schlacht am Berg Tabor soll er oft in vorderster Linie zu finden gewesen sein. „Rien n’était beau comme Kléber un jour de combat (Nichts war so schön, wie Kléber beim Gefecht zuzusehen)“ soll Bonaparte gesagt haben. Hitze, Seuchen und uneinnehmbare Städte und Festungen zwangen die Franzosen zum Rückzug ab Mai 1799. Kléber führte die Nachhut zur Deckung des Rückzugs. Zur letzten Schlacht und Bonapartes glänzendem Sieg bei Abukir gegen die zahlenmäßig weit überlegenen Türken kam er zu spät und konnte seinem Oberkommandierenden nur noch enthusiastisch gratulieren: „Permettez, général, que je vous embrasse! Vous êtes grand comme le monde. Erlauben Sie mir, General, Sie zu umarmen! Sie sind so groß wie die Welt“.

### Oberbefehl in Ägypten

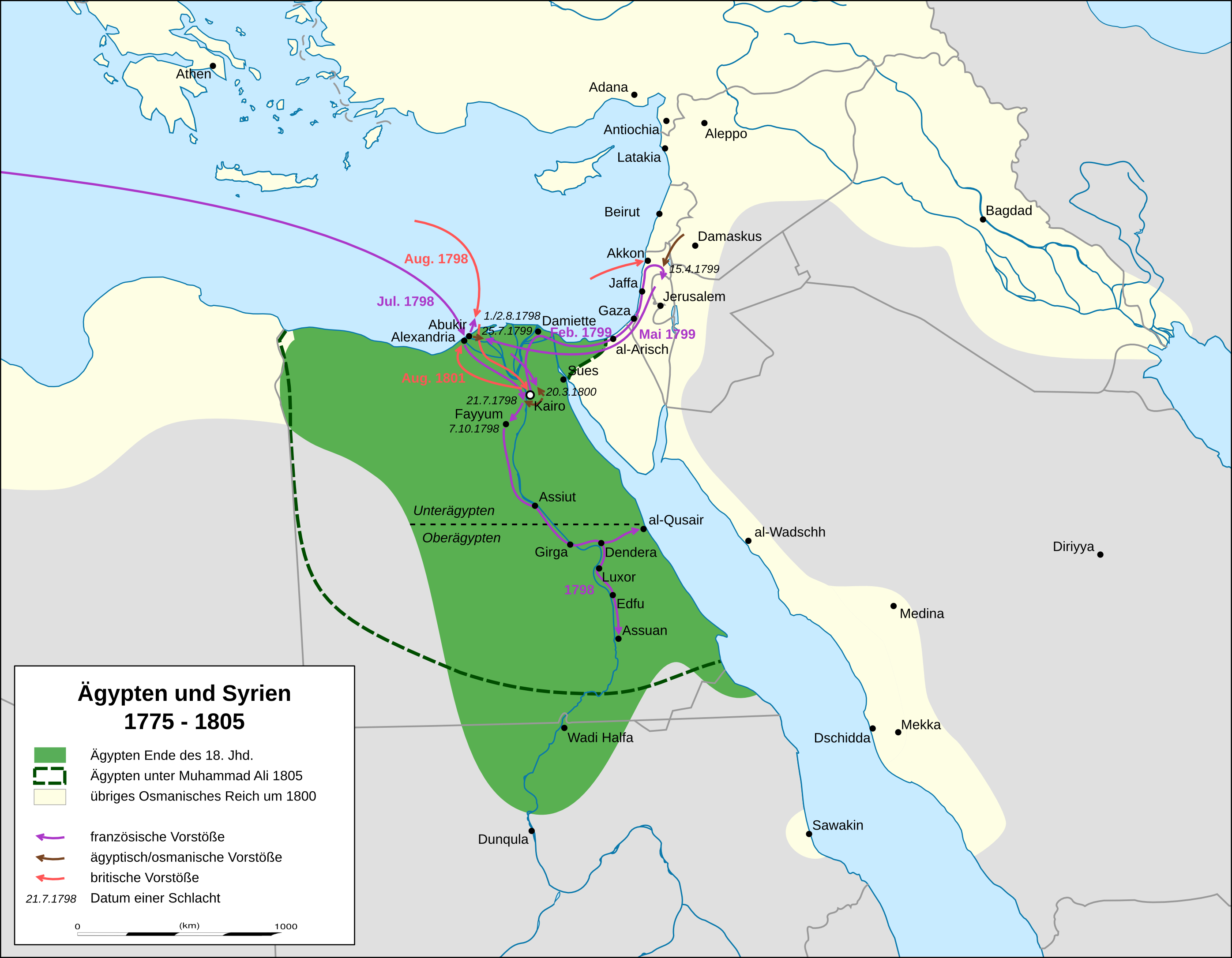
Ägypten und Syrien während der Ägyptischen Expedition

General Bonaparte verließ seine Orientarmee an Bord der Muiron am Abend des 23. August 1799. Unmittelbar vor seiner Abreise hatte er Kléber schriftlich das Oberkommando übertragen, mit der Begründung, die Regierung hätte ihn „an ihre Seite berufen“, weil die zweite Koalition fast aller europäischen Großmächte und der Türkei Frankreich bedrohten.
Kléber war der älteste und erfahrenste General des französischen Expeditionscorps, seine neue Funktion daher nicht ungewöhnlich. Historiker, die in Bonapartes Rückkehr nach Frankreich ein zusammen mit Außenminister Talleyrand vorausgeplantes Manöver zur Regierungsübernahme in Paris sehen, halten es aber für wahrscheinlich, dass Kléber mit dem Verbleib in Ägypten politisch ungefährlich gemacht werden sollte. Er und General Desaix, beide mit großen Vorbehalten gegenüber Bonapartes Strategie und in Kenntnis des dramatisch schlechten Zustandes der Armee, hätten seine Version einer ägyptischen Erfolgsexpedition Lügen strafen können.
Bonaparte war sich wohl seines gegen jedes Militärrecht verstoßenden und mit unwahren Argumenten begründeten Verlassens der Orientarmee bewusst. Um Kléber keine Handlungsmöglichkeit zu bieten, terminierte er die Übergabe des Oberkommandos brieflich zu einem Zeitpunkt (24. August 1799), an dem er bereits auf hoher See war. Er hinterließ Kléber umfangreiche Instruktionen, die den Eindruck einer wohlgeordneten Situation und eines durchgeplanten, weiteren Vorgehens machten und sogar Anweisungen für den Fall eines Scheiterns der Expedition enthielten:

„[…] Wenn, durch unvorhergesehene Ereignisse, alle Versuche scheitern sollten [das heißt, Nachschub an Waffen und Munition sowie Truppenverstärkungen zu bekommen] und wenn Sie bis Mai weder Hilfe noch Nachrichten aus Frankreich erhalten haben, und wenn ferner in diesem Jahr, trotz aller Vorkehrungen, die Pest wieder in Ägypten wütet und Sie mehr als 1500 Menschenleben kostet, was einen bedeutenden Verlust darstellte, der höher liegen dürfte, als die Ausfälle, die Sie durch kriegerische Konflikte jeden Tag erleben werden, in diesem Fall, so meine ich, dürfen Sie nicht länger das Wagnis einer neuerlichen Kampagne verfolgen, vielmehr sind Sie für diesen Fall bevollmächtigt, mit der Osmanischen Pforte Frieden zu schließen, selbst unter der Voraussetzung, dass die vollständige Evakuierung Ägyptens die Hauptbedingung dafür wäre.“

General Kléber konnte wahrscheinlich nicht überblicken, in welche Lage ihn Bonaparte versetzt hatte: Durch seine Verwundung gleich zu Beginn der Expedition und seine Versetzung auf den Kommandanturposten im peripheren Alexandria, fehlten ihm wichtige Informationen über die innerpolitischen Zustände Ägyptens und der Armeeverwaltung von Kairo. Daher informierte er sein Offizierskorps über die Abreise Bonapartes und gebrauchte loyal und offensichtlich ahnungslos die gleiche Begründung, die ihm dieser gegeben hatte.
Erst General Dugua, Kommandant von Kairo, Generalintendant Poussièlgue und Armee-Zahlmeister Estève unterrichteten ihn über die Misere der armée d’Orient, die zu Klébers berühmt gewordenem Rapport (« Bonaparte n’aurait pas laissé un sol en caisse Bonaparte hätte keinen Boden in der Kasse gelassen ») gegen seinen Vorgänger vom 26. September 1799 an das Direktorium führte. Eine Veröffentlichung von Klébers Ausführungen hätte für Bonaparte in Paris unangenehme Folgen haben können; das Direktorium allerdings gab es nicht mehr. Bonaparte war jetzt die Regierung und sein enger Vertrauter Berthier hatte bereits das Ägyptenabenteuer für die Öffentlichkeit als großen Erfolg beschrieben – den General Kléber dagegen als nörgelnden Pessimisten, zu bequem um Verantwortung zu übernehmen, « […] il avait une disposition singulière à se laisser conduire (Er besaß eine eigentümliche Veranlagung, sich führen zu lassen) »
Es erschien Kléber aussichtslos, die Besetzung Ägyptens – deren Sinn ihm von Beginn an suspekt gewesen war – ohne weitere Verluste fortzusetzen: Die kampffähigen Truppen waren durch Krankheiten, das Klima und die Kämpfe um fast die Hälfte dezimiert, Kontributionen konnten nicht eingetrieben und darum Lieferanten für Uniformen, Waffen und Nahrungsmittel nicht bezahlt werden. Die Expedition war praktisch vom Mutterland abgeschnitten, da die Engländer das Mittelmeer kontrollierten und die Verbindungen blockierten. Es gab keine eigene Flotte, mit der man das verbliebene Heer hätte transportieren können. 60.000 Osmanen unter Großwesir Kör Yusuf Ziyaüddin Pascha, unterstützt von einer starken englischen Flotte unter Commodore Sidney Smith, waren bereit, Ägypten wieder unter die Kontrolle der Hohen Pforte zu bringen und die „Ungläubigen“ zu vertreiben. Nach ihrer Landung bei Damiette aber schlugen die Franzosen mit nur zwei Bataillonen und 150 Dragonern die türkische Avantgarde, ein Janitscharenkorps von 8.000 Mann unter Sayd-Ali-Bey. Zeitnah wurde nilaufwärts ein Mameluckenheer des Mourad-Bey geschlagen.
Die Osmanen waren vermutlich von der noch vorhandenen militärischen Schlagkraft der Franzosen überrascht und wollten, mit Hilfe von Smith, mit dem neuen Oberkommandierenden über seinen Abzug aus Ägypten verhandeln, deren Modalitäten bereits Anfang Januar 1799 von Bonaparte mit dem Großwesir verhandelt worden waren. Kléber stimmte am 28. Januar 1800 einer „Konvention von El-Arisch“ zu, die einen Abzug unter Mitnahme aller Waffen und Ausrüstungen beinhaltete und in der sich der Großwesir zu einer Zahlung von „3000 bourses“ (ca. drei Millionen Francs) verpflichtet hatte. Der Abzug sollte sowohl auf französischen Schiffen als auch auf denen, welche die Türken zu liefern hatten, von den Häfen im Nildelta ausgehen, die bis dahin unter der Kontrolle der Franzosen bleiben würden.
Die britische Regierung ratifizierte die Konvention nicht, sondern bestand am 17. März 1800 auf einer Kapitulation der Truppen, Niederlegung aller Waffen und Kriegsgefangenenstatus für die Truppen. Als ein Grund für die britische Abkehr von ursprünglichen Vereinbarungen wird Klébers Auflistung des miserablen Zustandes der Orientarmee nach Bonapartes Verlassen gesehen. Ein Duplikat dieses an das Direktorium adressierten Dokumentes hatten die Engländer in den „Gewässern vor Toulon“ abgefangen und waren sich daraufhin sicher, dass die Franzosen eine bedingungslose Kapitulation annehmen müssten.
Kléber reagierte darauf in einer berühmt gewordenen Mitteilung an seine Truppen, die mit dem Appell « Soldats, on ne répond à de telles insolences que par des victoires: préparez-vous à combattre (Soldaten, eine solche Unverschämtheit kann nur mit Siegen beantwortet werden: Bereitet euch auf den Kampf vor) » schloss. Die Nachricht, dass ihr ehemaliger General Bonaparte die Regierungsgewalt in Paris übernommen hatte, bestärkte dazu den Kampfeswillen der Soldaten. Kléber selbst musste unbedingt einen militärischen Erfolg erringen, konnte er doch damit von seiner dokumentierten, schlechten Meinung über Bonapartes „Desertation“ und desaströsen Expeditionsführung ablenken.
Am 20. März 1800 schlug er eine seiner gerühmtesten Schlachten: Heliopolis war der Sieg von vier in Karrees diszipliniert geordneten Schlachtlinien, jeweils dazwischen leichte Artillerie und die Kavallerie außen an den Flügeln gegen die osmanischen Truppen, bei denen weder eine „Marschordnung noch Taktik zu erkennen war“ (Militärliteratur des 19. Jhs.). Die Divisionsgeneräle Friant, rechter Flügel, und Reynier, linker Flügel, waren die entscheidenden Kommandeure dieser Schlacht, die in der Nacht um drei Uhr begann und sich im Laufe des Tages mit Straßen- und Häuserkämpfen in die Außenbezirke von Kairo ausdehnte und mit der panikartigen Flucht des Großwesirs Richtung Syrien endete. Rund 10.000 Franzosen sollen 60.000 Osmanen gegenübergestanden und dabei große Mengen an Vorrat und Ausrüstung dieses riesigen Heeres erbeutet haben.

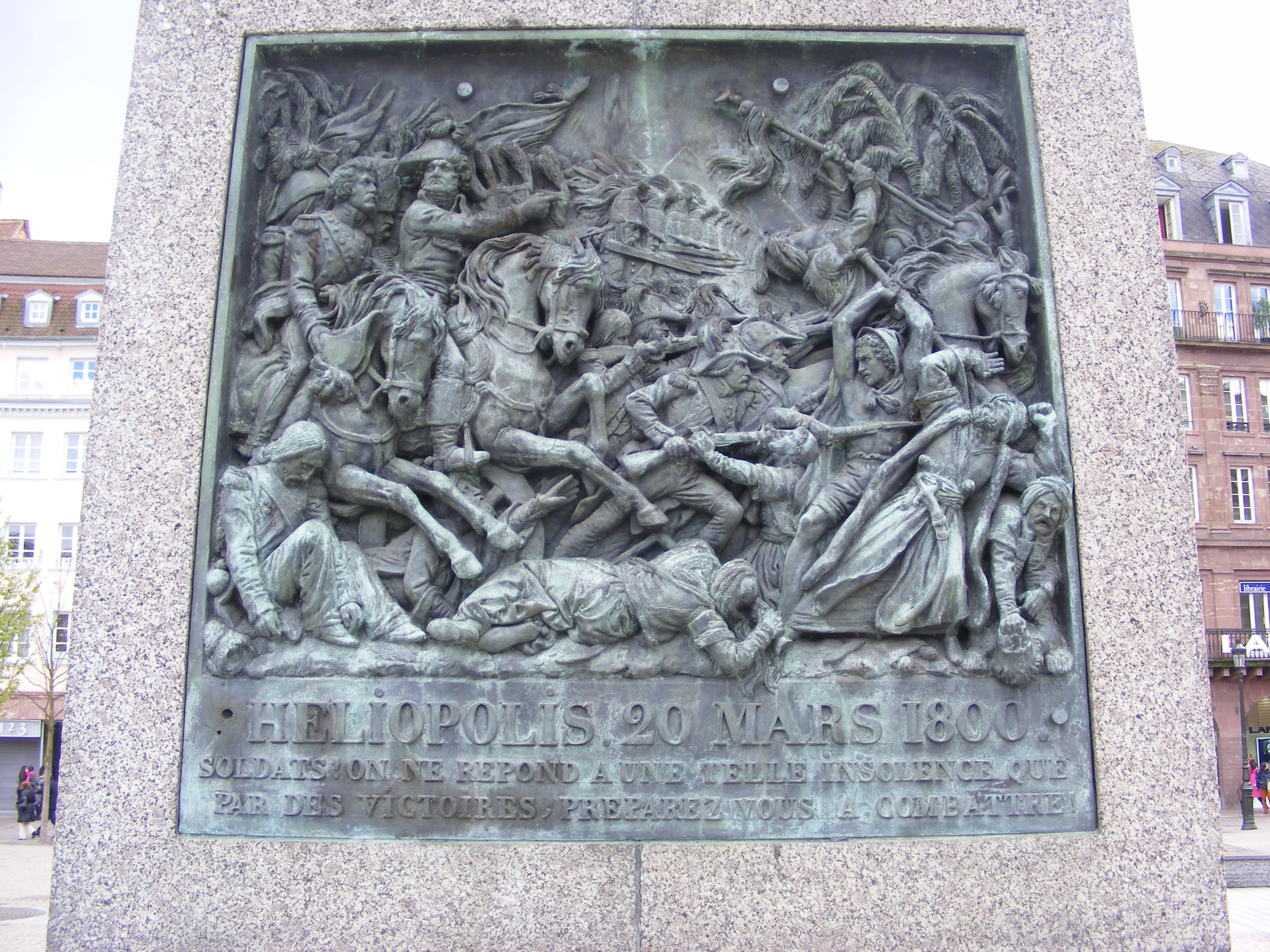
Relief der Schlacht von Heliopolis an der Statue von Kléber auf dem Kléberplatz in Straßburg

Am selben Tag gab es in Kairo einen Aufruhr, der in Boulaq dem Hafen von Kairo, ausbrach, sich gegen alle Fremden und die kleine französische Besatzung des Hauptquartiers richtete und zu einem Massaker an den in Kairo lebenden Kopten (Christen), Griechen und Syrern führte. Der Aufstand, angezettelt wohl von Türken unter Nassif-Pascha und mehreren ägyptischen Beys, konnte erst am 27. April unterdrückt werden. Hilfreich dabei war ein „Stillhalteabkommen“ mit dem oberägyptischen Mameluckenführer Mourad-Bey, das Kléber kurz zuvor vereinbart hatte. Bei der Kapitulation wurde den Anführern der Verschwörung freier Abzug gewährt. Ihnen folgten 3.000–4.000 aufständische Einwohner, die „die Rache der Sieger fürchteten“.
Kléber belegte Kairo und andere Städte des Nildeltas mit einer Kontribution von zwölf Millionen Francs, die ihm die Anschaffung von Ausrüstungen, Munition, die Auszahlung rückständiger Soldbeträge und sonstiger entbehrter Annehmlichkeiten ermöglichte.
Im Mai 1800 war die französische Herrschaft in ganz Ägypten wiederhergestellt. Die Armee konnte aus Mitteln der millionenschweren Kontribution wieder aufgerüstet und versorgt werden. Aus Äthiopiern, Griechen, Kopten und desertierten Mamelucken wurden Hilfstruppen gebildet und damit die Mannschaftsstärke der Armee wieder angehoben. Die Diplomatie versuchte die Allianz von Zar Paul II., Sultan Selim III. und der britischen Regierung (St. James) zu brechen, um Frankreichs Präsenz im vorderen Orient zu erhalten.
General Kléber sah die Besetzung Ägyptens weiterhin kritisch. Die britische Vorherrschaft auf dem Mittelmeer blockierte die Kommunikation und den Nachschub. Bonaparte, jetzt „Erster Konsul“, ließ Durchhalteparolen übermitteln. Die französische Flotte, die von Toulon zur Evakuierung ausgelaufen war, wurde in die Bretagne beordert. Neue Verhandlungen über einen Abzug führten sogar zu einer Zustimmung der Engländer zu der „Konvention von El-Arisch“, die sie Monate zuvor abgelehnt hatten.
Die Ermordung des Oberkommandierenden Generals im Juni 1800 ließ die Situation der Franzosen kritischer werden und führte schließlich zur Kapitulation und Evakuierung im August 1801.

### Tod
Die Ermordung Klébers wurde als Folge eines Manifests des Großwesirs Yusuf Pascha dargestellt, der nach seiner Niederlage bei Heliopolis und der erneuten Unterwerfung Ägyptens, Kléber als einen „Mensch ohne Glauben und Zerstörer der Religion“ bezeichnete. Wer ihm „die Kehle durchschneiden“ würde, dem versprach der Großwesir Unterstützung und Schutz vor Strafverfolgung.
Jüngere wissenschaftliche Bearbeitungen von Bonapartes Ägyptenexpedition bezweifeln diesen religiös motivierten Aufruf zur Liquidierung Klébers: Sie halten ein Komplott Talleyrands, der inzwischen wieder Außenminister geworden war, für möglich. Er sah in der Rückkehr des Generals nach Frankreich eine Gefahr für Bonapartes Karriere zum neuen, alleinigen Machthaber. Talleyrand könnte gefahrlos für sich – mit seinen vielfältigen Verbindungen zur osmanischen Führung – eine Fatwa, ein Todesdekret gegen den Republikaner Kléber initiiert haben.
Nach Abel Hugos militärlexikalischer Beschreibung von 1838 wollte ein junger Muslim aus Jerusalem das Todesurteil ausführen. Er erhielt Geld, ein Reitdromedar und eine Empfehlung an die Geistlichkeit der Azhar-Moschee in Kairo, bei denen er sich einen Monat lang auf das Attentat vorbereitet haben soll.

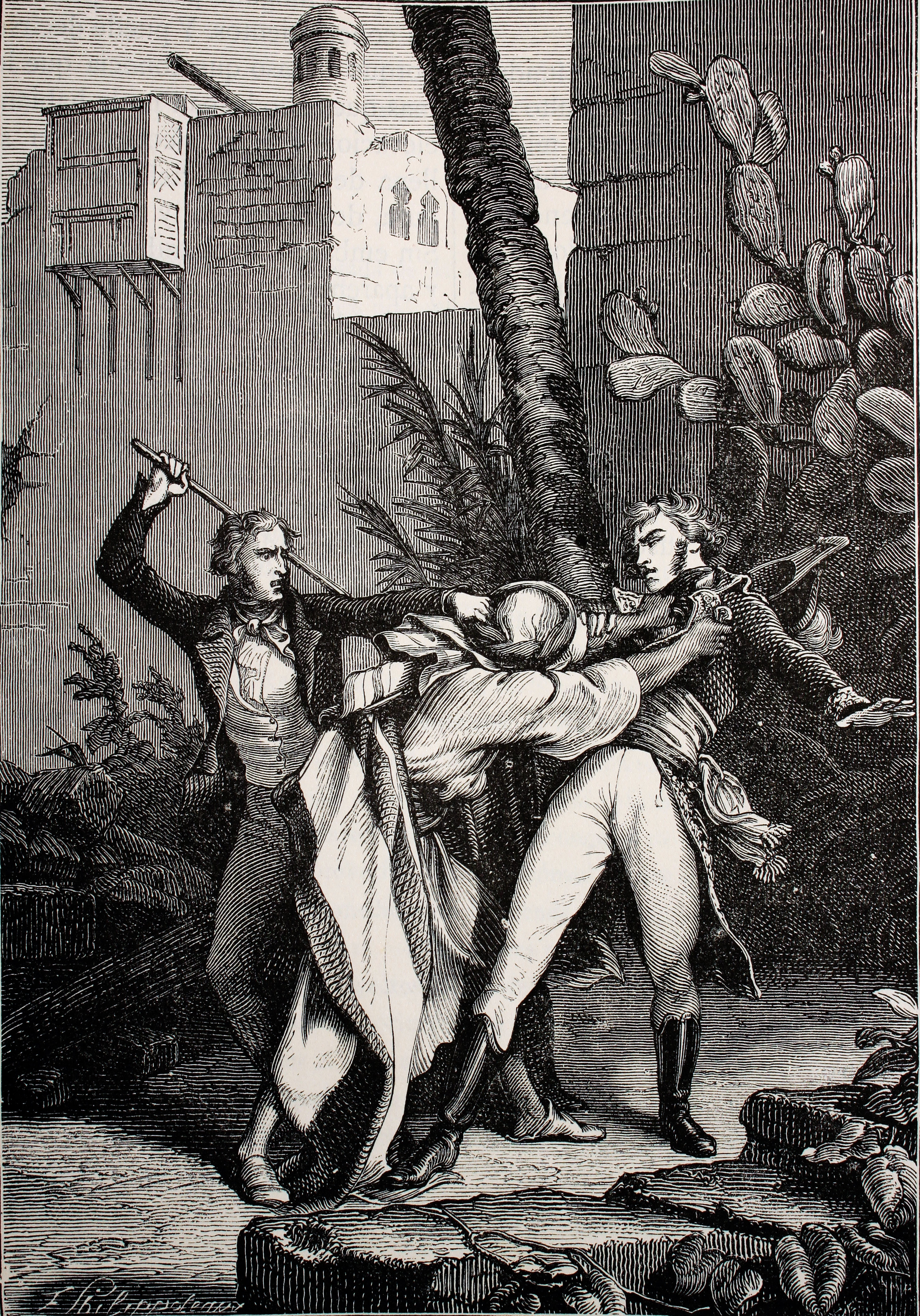
Attentat auf Kléber am 14. Juni 1800

Kléber wohnte in diesen Tagen in einem Anwesen („maison de plaisance“) des Mourad Bey in Gizeh. Am 14. Juni 1800 war er in Kairo. Nach einem Essen mit seinem Generalstabschef François-Étienne Damas soll er auf dem Weg zu seinem eigenen Haus von dem jungen Suleiman-al-Halabi mit neun Messerstichen getötet worden sein.
Klébers Umgebung sprach sofort von einem Komplott. Das Attentat, ein Auftragsmord und nicht Einzelgängertat, wird möglich durch protokollierte Zeugenaussagen, die den Attentäter bereits anwesend im Haus von General Damas inmitten der Gesellschaft gesehen hatten. Bonaparte soll anschließend versucht haben, die ihn kompromittierenden Tagebücher Klébers zu erhalten, was aber von General Damas verhindert wurde. Auf St. Helena darauf angesprochen, bemerkte Napoleon:

„Wenn Kléber nach Frankreich zurückgekehrt wäre, hätte er mir vielleicht Schwierigkeiten gemacht, aber nicht mehr nach dem Frieden von Amiens, als ich bereits zu groß war, da wäre es mir egal gewesen.“

Die sterblichen Überreste wurden 1801 von General Belliard nach Marseille überführt und blieben vergessen im Château d’If. König Ludwig XVIII. befahl im Jahre 1818, sie am Denkmal beizusetzen, das die Straßburger ihrem großen Sohn errichteten. Unter dem dortigen Denkmal für Kléber befindet sich eine Gruft, in der seit 1838 sein Sarg steht. 1840 wurde das Denkmal eingeweiht.
Nachfolger Klébers als Oberbefehlshaber der Truppen und Gouverneur von Ägypten wurde General Jacques-François Menou.

### Hinrichtung der Mörder
Klébers Mörder Suleiman al-Halabi und einige Hintermänner wurden bald darauf gefasst. Drei Gelehrte (Ulema), die Suleiman al-Halabi als Anstifter angab, wurden enthauptet, und Suleiman al-Halabi selbst wurde – entgegen europäischen Gepflogenheiten, wegen der ungeheuren Erbitterung der französischen Soldaten – nach orientalischer Sitte gepfählt. Zuerst verbrannte man seine Mordhand in einer Pfanne. Er lebte drei bis vier Stunden am Pfahl und begehrte mehrmals zu trinken. Die Henker verweigerten seine Bitte und behaupteten, dann würde er sofort sterben. Aber als die Henker fort waren, reichte ein französischer Soldat ihm mit einem Becher, den er auf den Kolben der Flinte stellte, aus Mitleid Wasser. Suleiman trank und starb.

## Ehrungen
- Am 23. September 1800 weihte die französische Regierung ein Denkmal für Kléber und Desaix (gefallen bei Marengo (Italien) am 14. Juni 1800) auf dem Place des Victoires ein.[39]
- Sein Name ist am Triumphbogen in Paris in der 23. Spalte (KLEBER) eingetragen.
- Einer der großen, zum Arc de Triomphe führenden Pariser Boulevards ist die Avenue Kléber.
- Eine Station der Linie 6 der Pariser Métro trägt seinen Namen.
- Seine Büste wurde in der 1837 eröffneten Schlachtengalerie des Schloss Versailles aufgestellt.
- 1840 wurde ein Bronzestandbild Klébers in seiner Heimatstadt Straßburg aufgestellt. Der Platz, einer der größten der Stadt, trägt seitdem auch seinen Namen.
- Die Moosrose General Kleber ist nach ihm benannt.

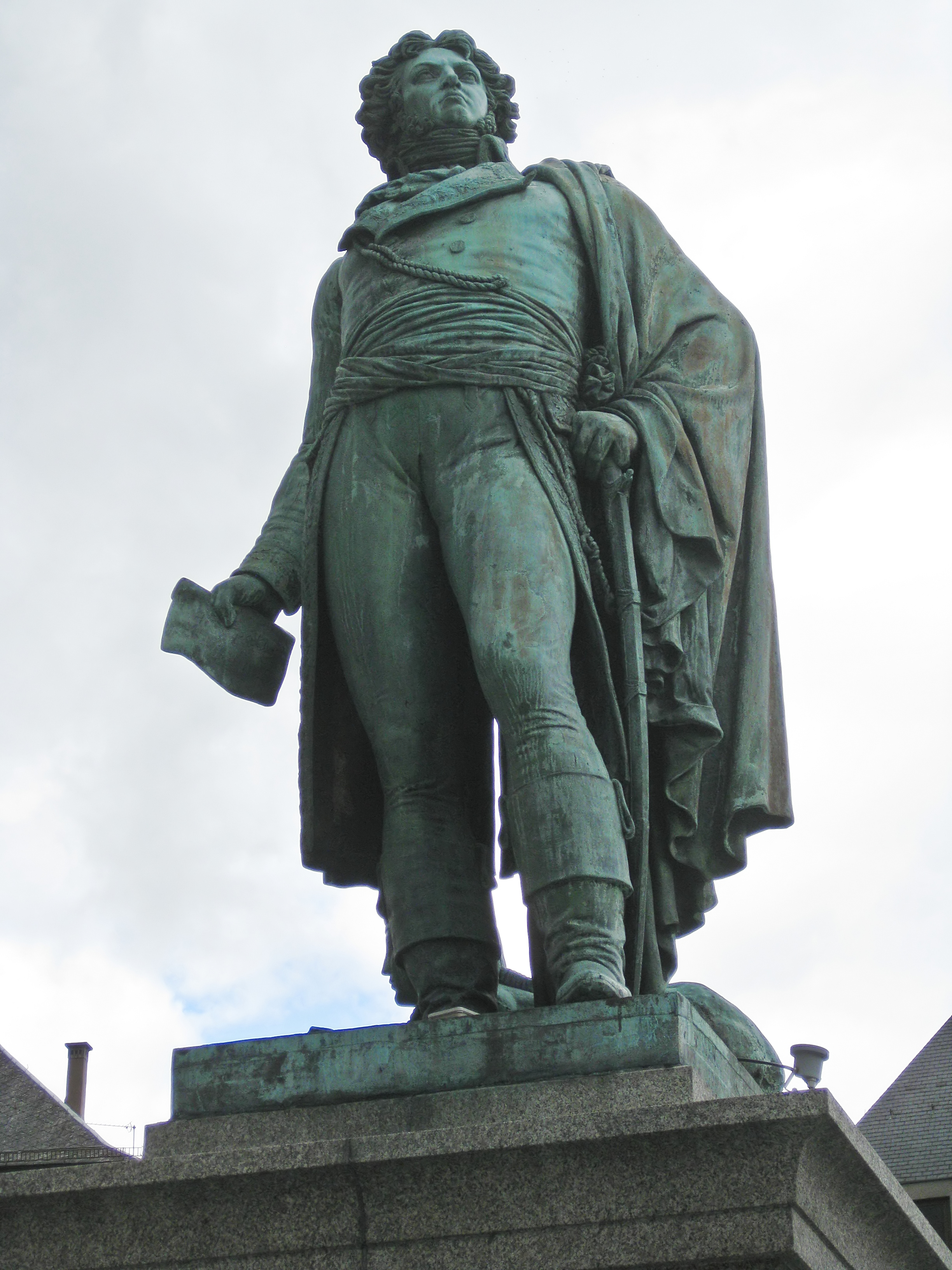
Kléberdenkmal auf dem nach ihm benannten Platz in Straßburg, geschaffen von Philipp Graß
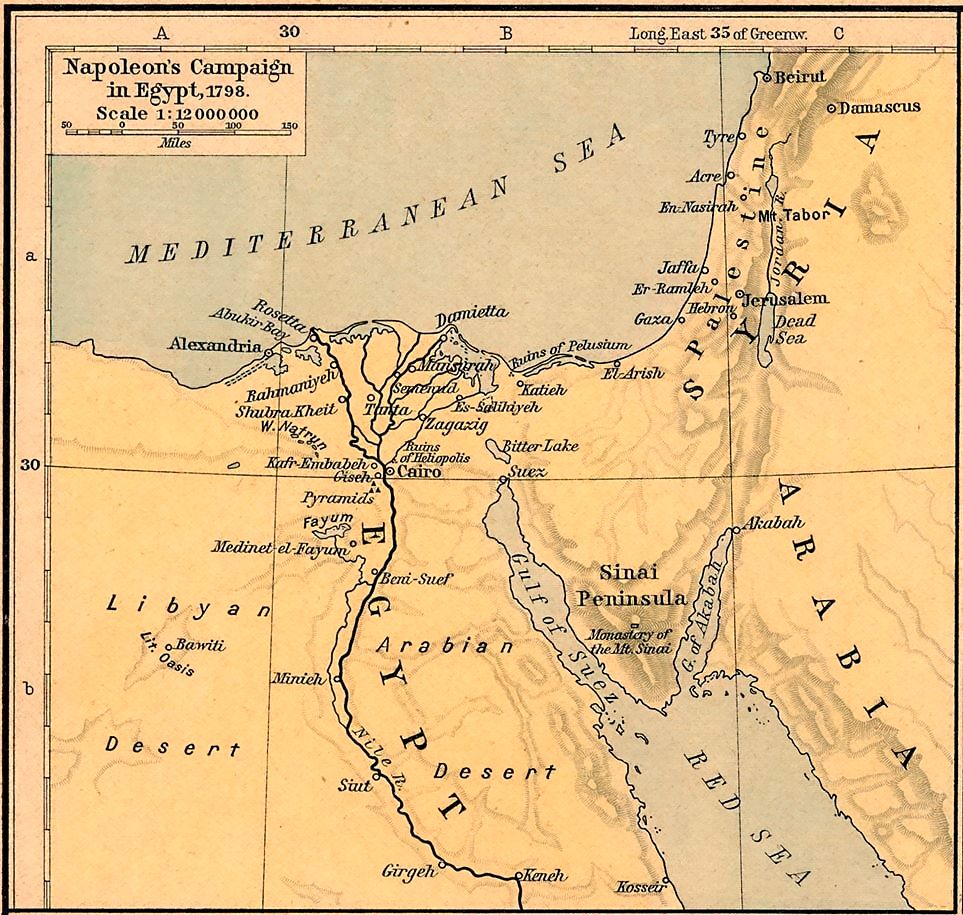
Die Schauplätze der Expedition 1798–1800
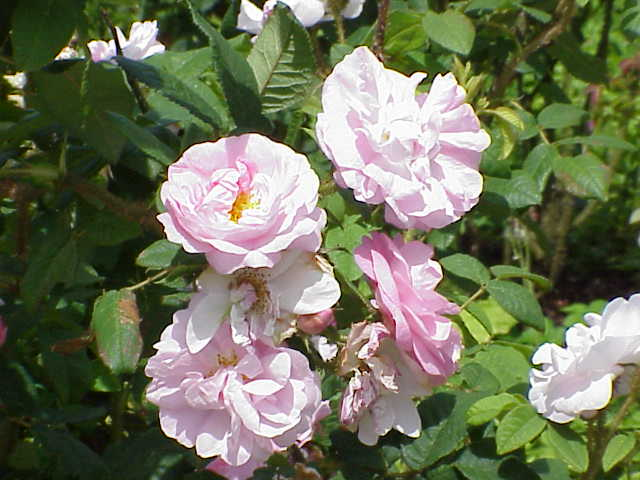
Rose General Kleber
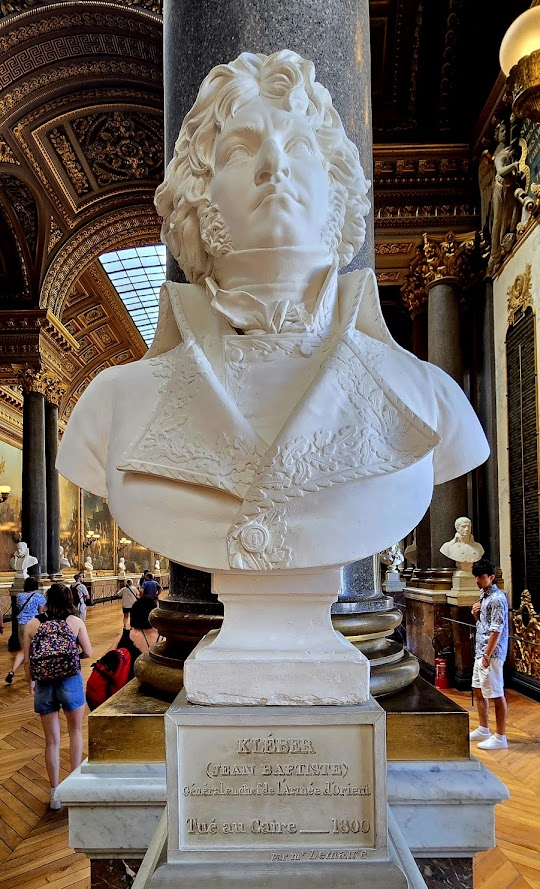
Büste in der Schlachtengalerie im Schloss Versailles

## Rezeption
Kléber ist eine der Hauptpersonen des historischen Romans Die Nadel – Historischer Roman aus der französischen Geschichte von Franz Isidor Proschko (Leipzig 1858).